# Burhanuddin Siagian

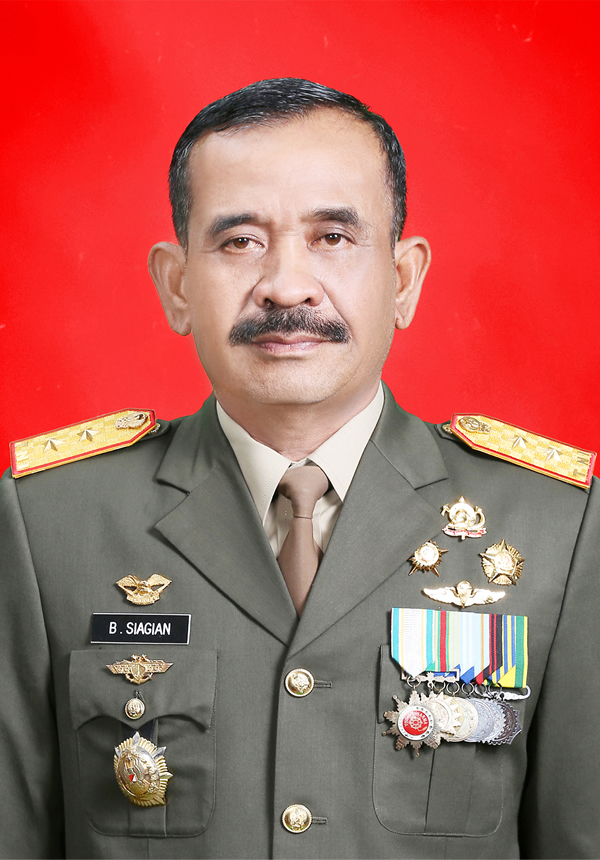
Burhanuddin Siagian

Burhanuddin Siagian (* 10. November 1955 in Medan, Sumatra Utara, Indonesien; † 13. Mai 2018) war ein Offizier der indonesischen Armee. Zuletzt hatte er den Rang eines Generalmajors.

## Werdegang
1981 absolvierte Burhanuddin erfolgreich die Nationale Militärakademie (AKABRI). Es folgten eine Reihe von Positionen. 1995 wurde er Kommandeur des Siebten Kavalleriebataillons im Großraum Jakarta, bevor er am 1. Oktober 1997 in das besetzte Osttimor versetzt wurde.
Im Rang eines Oberstleutnants wurde er Kommandant der Streitkräfte im Distrikt Bobonaro (Dandim 1636 / Maliana). Laut Peter Bartu, dem UNAMET-Beauftragten für politische Angelegenheiten in Bobonaro, überwachte Burhanuddin „die Schaffung des Milizsystems in seinem Distrikt“. Leutnant Sutrisno, sein Untergebener, war für die Organisation verantwortlich. Die pro-indonesischen Milizen wurden im Vorfeld des Unabhängigkeitsreferendums in Osttimor am 30. August 1999 geschaffen und gingen gegen Unabhängigkeitsbefürworter und die Bevölkerung vor. Laut Bartu waren die Milizen in Bobonaro in Bezug auf Organisation und Finanzierung am weitesten entwickelt. 1999 gab es in jedem der sechs Subdistrikte jeweils ein bis zwei Milizen. Oberster Chef aller Milizen Osttimors wurde der ehemalige Distriktsadministrator (Bupati) von Bobonaro João da Costa Tavares.
Am 8. April fand im Sportstadion von Maliana eine Großkundgebung zur Gründung mehrerer Milizen statt. Burhanuddin und Tavares hielten Ansprachen, in denen beide drohten, Unabhängigkeitsbefürworter zu töten. Außerdem verkündeten sie die Gründung des lokalen Zweiges des Forum für Einheit, Demokratie und Gerechtigkeit (indonesisch Forum Persatuan, Demokrasi dan Keadlian FPDK), die statt der Unabhängigkeit eine Autonomielösung für Osttimors innerhalb des indonesischen Staates anstrebten.
Nach einem Hinterhalt, in dem indonesische Soldaten und Halilintar-Milizionäre am 12. April 1999 in Purugua geraten waren, wurden mehrere Osttimoresen in Cailaco hingerichtet. Burhanuddin, der in Cailaco anwesend war, wird eine Mitverantwortung vorgeworfen. Bei vier der Morde soll er Zeuge gewesen sein. Danach habe Burhanuddin erklärt, dass Unabhängigkeitsbefürworter, wenn nötig, getötet würden. Sieben Leichen wurden mit einem Wagen, der Burhanuddin gehörte, zum Meer gefahren und dort hineingeworfen. Im Laufe der folgenden zwei Wochen wurden durch pro-indonesische Milizen und Soldaten hunderte Einwohner der Region misshandelt, Hütten niedergebrannt, Frauen und Mädchen vergewaltigt und 20 Menschen getötet.
Am 19. April wurde die neue Miliz Dadarus Merah Putih und ihre Anführer, Mitglieder des Militärgeheimdienstes, bei einer weiteren großen Kundgebung im Maliana-Sportstadion der Öffentlichkeit vorgestellt. Auch Burhanuddin und Tavares waren wieder anwesend. Burhanuddin erklärte, „wer sich nicht an die Autonomie hält, ist erledigt. Ich werde der Letzte sein, der geht, aber bevor wir gehen, werden wir diesen Ort zerstören“.
Am 14. Juni 1999 sprach Burhanuddin auf einer Kundgebung der Dadarus Merah Putih und sagte, dass der indonesische Autonomieplan im Distrikt Bobonaro angenommen werden müsse. Wenn die Bevölkerung von Ritabou und des gesamten Distrikts Bobonaro den Plan nicht annähme, sagte er, würden sie alle ausgelöscht.
Am 10. August wurde auf einer Konferenz bei Regierungspräsident Guilherme dos Santos beraten, wie im Falle einer Niederlage der Indonesier beim Referendum reagiert werden solle. Bis zum Wahltag sollte die Bevölkerung weiter durch die Milizen eingeschüchtert werden. Nach eine Niederlage sollten Militär und Milizen Unabhängigkeitsbefürworter attackieren, um eine Reaktion durch die FALINTIL zu provozieren, dem militärischen Arm der Unabhängigkeitsbewegung. So sollte Chaos erzeugt werden und eine Entlassung in die Unabhängigkeit unmöglich werden. Burhanuddin kündigte die Lieferung von Waffen an vertrauenswürdige Milizionäre an.
Am 18. August zwangen Milizionäre UNAMET-Mitarbeiter, ihren Stützpunkt zu verlassen. Außerdem wurde ein Student getötet. Eine US-Delegation unter Führung des Senators Tom Harkin und Unamet-Chef Ian Martin beschwerten sich in einem wütenden Bericht bei Präsident Habibie, so dass neben anderen Burhanuddin abgesetzt wurde. In einem internen Unamet-Civpol-Bericht von drei Tagen zuvor hieß es, bei einem Treffen in Siagians Hauptquartier sei bekannt geworden, dass die Armee am 1. September „im gesamten Distrikt Bobonaro Operationen beginnen“ werde. Burhanuddin wurde am 25. August durch Oberstleutnant Bambang Supriyanto ersetzt.
Burhanuddin blieb jedoch bis zum Ende der indonesischen Herrschaft in Bobonaros Hauptstadt Maliana und war weiter an Menschenrechtsverletzungen beteiligt. Viele seiner Drohungen wurden nach dem Bekanntwerden des Ergebnisses zugunsten der Unabhängigkeit am 4. September Realität. Bereits am Wahltag, dem 30. August, trat Burhanuddin bei der Verteilung von Feuerwaffen an Milizionäre öffentlich auf. In den folgenden drei Tagen brannten diese Milizen mehrere Häuser nieder, plünderten und töteten mindestens vier Menschen. Die UNAMET zog sich darauf aus Maliana zurück.
Am 31. August fuhren Fahrzeuge von Armee, Polizei und Milizen durch Maliana und befahlen den Einwohnern, zur Polizeistation zu gehen, wenn sie für die Unabhängigkeit seien, oder zum Militärhauptquartier, wenn sie für die Autonomie seien. Nur wenige Menschen reagierten, sodass viele von Milizionären gezwungen wurden, zur Polizeistation zu gehen. Das Gelände war schließlich voll von Menschen. Neuankömmlinge wurden zum Krankenhaus und zum Stadion gebracht. Am 8. September kam es zum  Massaker in der Polizeistation von Maliana. Milizionäre töteten eine Reihe von Unabhängigkeitsbefürwortern. Burhanuddin wurde ebenso wie seinem Nachfolger Bambang eine Verantwortung am Angriff vorgeworfen. Eine Zeugin will Burhanuddin gesehen haben, als die Milizionäre mit Todeslisten durch die Menschenmenge gingen. Die Todeszahlen schwanken zwischen 13 und mindestens 47.
Weitere Massaker in Bobonaro folgten. Indonesische Sicherheitskräfte und Milizen zerstörten in der Vergeltungsaktion Operation Donner weite Teile Bobonaros. Der UNAMET-Beauftragte Bartu gab an, dass Bobonaro der Distrikt „mit der größten Repression gewesen“ sei. Ein Einwohner beschrieb die Situation dort als die schlimmste seit 1975, der indonesischen Invasion.
Bei einer Befragung durch die indonesische Untersuchungskommission für Menschenrechtsverletzungen in Osttimor (KPP-HAM) im Mai 2000 bestritt Burhanuddin seine Verantwortung an den Morden in Cailaco. Stattdessen präsentierte er ein Dokument mit 50 Seiten, das Betrug durch die UNAMET und Gewalttaten der Unabhängigkeitsbewegung CNRT belegen sollte, für die die indonesische Armee verantwortlich gemacht wurde. Die KPP-HAM empfahl eine strafrechtliche Verfolgung von Burhanuddin wegen Verbrechen gegen die Menschlichkeit bei den Massakern in Cailaco und Maliana. Die indonesische Generalstaatsanwaltschaft folgte der Empfehlung nicht.
Stattdessen wurde Burhanuddin zweimal in Abwesenheit vor den von den Vereinten Nationen eingerichteten Special Panels for Serious Crimes in Dili wegen Verbrechen gegen die Menschlichkeit angeklagt. Die Anklage vom 3. Februar 2003 betraf die Vorfälle in Cailaco, die Anklage vom 10. Juli 2003 den Angriff auf die Polizeistation in Maliana am 8. September 1999. Der Großteil der Anklageschrift zum Fall in Maliana richtet sich dabei gegen Burhanuddin und nur zum kleineren Teil gegen seinen Nachfolger Bambang. Folgen für Burhanuddin hatten die Anklagen nicht, weil er sich weigerte, sich den Verfahren zu stellen. So endeten sie ohne Urteil. Vor den Panels waren in Abwesenheit auch Leutnant Sutrisno und die elf DMP-Führer angeklagt, die die Untereinheiten der Milizen geführt hatten.
Nach seinem Dienst in Osttimor blieb Burhanuddin weiter in der Armee. Er wurde Stabschef des Militärkommandos von Denpasar (Kasrem 163/Wira Satya) auf Bali. Im Mai 2000 wurde er zum Oberst befördert und operativer Assistent (Irdam) des regionalen Militärkommandos Ostjava (Kodam V/Brawijaya). Burhanuddin wurde mehrmals dienstlich ins Ausland entsandt, so nach Singapur (2004), Indien (2005), Papua-Neuguinea (2007), Volksrepublik China (2010), Südkorea und Malaysia (2010) und Ukraine und Italien (2011). 2008 war Burhanuddin im Einsatz in Westneuguinea.
Am 20. Mai 2013 wurde Burhanuddin zum Kommandeur des regionalen Militärkommando Kodam I/Bukit Barisan in Bandung. Im November 2013 ging er in den Ruhestand.
Burhanuddin starb 2018. Er wurde auf dem Heldenfriedhof seines Geburtsortes Medan beigesetzt.

## Sonstiges
Burhanuddin war verheiratet mit Ir Dame Nurida Br Tampubolon und hatte ein Kind.
Neben Batak, Sundanesisch und Javanisch sprach er Englisch.
Burhanuddin war mehrfach dekoriert.